# کیت کوجا

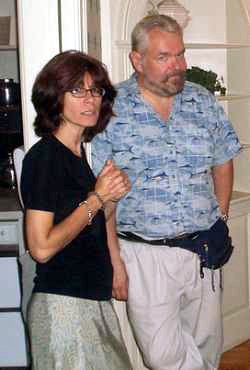
کته کوجا با والتر جان ویلیامز (عکس‌ توسط کوری دکترو در سال ۲۰۰۵ گرفته شده‌است)

کیت کوجا Kathe Koja (زاده ۱۹۶۰) نویسنده آمریکایی است. او نویسنده رمان برای جوانان و نویسنده داستان‌های تاریخی سه‌گانه بر اساس خشخاش، و شرح حال داستانی از کریستوفر مارلو.
کوجا همچنین نویسنده پرکار داستانهای کوتاه است، از جمله همکاری بسیاری با باری ان. مالزبرگ داشته‌است. کوجا همچنین با کارتر شولز نیز کار کرده. بیشتر داستان‌های کوتاه او جمع‌آوری نشده‌است. رمان‌ها و داستان‌های کوتاه کوجا اغلب در مورد شخصیت‌هایی هستند که به نوعی توسط جامعه به حاشیه رانده شده‌اند، و اغلب تمرکز خود را بر تعالی و / یا فروپاشی می‌گذارند که از این انزوای اجتماعی ناشی می‌شود. (مانند در رمزنگاری، مغزهای بد، «تراتیسم»، آیینه آبی، و غیره) کوجا برای اولین رمانش رمز نگاری برنده جایزه برام استوکر و لوکاس، و جایزه دثرآلم برای فرشتگان عجیب شد. نثر او به عنوان «خیره کننده» توصیف شده‌است.
کوجا در دیترویت، میشیگان متولد شد، دارای یک خواهر بزرگتر است. او وقتی بسیار جوان بود شروع به نوشتن کرد، اما تنها پس از حضور در کارگاه کلاریون در مورد آن جدی شد.
آثار ادبی کوجا در مجموعه ای از نویسندگان میشیگان در دانشگاه ایالتی میشیگان شناخته و برجسته شده‌است.

## آثار
با توجه به آثار اولیه خود، کوجا می‌گوید که سؤال اساسی در قلب داستانهایش با فلسفه متعالیه روبرو است. کوجا در مصاحبه ای با دارک اکو سؤال می‌کند: "وقتی می‌خواهیم بیشتر از آنچه هستیم، باشیم چه کنیم؟ چگونه می‌توانیم انتخاب کنیم که پس از آن چه می‌شویم و چگونه این رسیدن به موفقیت حاصل می‌شود؟ و بعد از تحول - چه؟ ".

## زندگی شخصی
کوجا در نزدیکی دیترویت میشیگان زندگی می‌کند و با ریک لیدر که یک تصویرگر است، ازدواج کرده‌است، همسرش اغلب جلدهای کتاب او را طراحی می‌کند. آنها یک پسر دارند.

### بزرگسالان
- رمزگذاری (۱۹۹۱)
- مغزهای خراب (۱۹۹۲)
- پوست (۱۹۹۳)
- فرشتگان عجیب (۱۹۹۴)
- کینک (۱۹۹۶)
- افراط و تفریط (۱۹۹۷) (مجموعه)
- بر اساس خشخاش (۲۰۱۰)
- کریستوفر وایلد (۲۰۱۷)

### جوانان
- پسر بودا (۲۰۰۳)
- آینه آبی (۲۰۰۴)
- بحث (۲۰۰۵)
- بوسه زنبور (۲۰۰۷)
- پیشانی (۲۰۰۸)

### داستان‌های کوتاه
- تولدت مبارک، کیم وایت (۱۹۸۷)
- تصویر حرفه ای (۱۹۸۸)
- فاصله‌ها (۱۹۸۸)
- پوست عمیق (۱۹۸۹)
- انرژیهای عشق (۱۹۸۹)
- رنگهای واقعی (۱۹۹۰)
- حساب (۱۹۹۰)
- عملکرد فرماندهی (۱۹۹۰)
- فرشتگان در عشق (۱۹۹۱)
- ماه فرشتگان (۱۹۹۱)
- تراتیسم (۱۹۹۱)
- شاهزادهٔ الهه شب (۱۹۹۲)
- توسط آینه جوانان من (۱۹۹۲)
- شرکت طوفان (۱۹۹۲)
- پرسفون (۱۹۹۲)
- خستگی فلزی (۱۹۹۳)
- ترتیب برای صداهای نامرئی (۱۹۹۳)
- در گلخانه (۱۹۹۴)
- عاشقانه مدرن (۱۹۹۴)
- هندسه مراقبتی عشق (۱۹۹۴)
- ملکه فرشتگان (۱۹۹۴)
- اورلئان ریمز، اصطکاک: آتش (۱۹۹۷)
- در اتاق آخر (۱۹۹۷) (همکاری در نوشتن با بَری ن. مالزبرگ و گرد‌آوری در تاریخ‌شناسی تاریخ جایگزین با مایک رزنیک جایگزین ظالمان).
- وثیقه (۱۹۹۸)
- نوآوری‌های جکسون (۲۰۰۰)
- دکترین رنگ (۲۰۰۰)
- سرنوشت  (۲۰۰۰)
- کاری که آن تابستان کردیم (۲۰۰۱)
- سفر جاده ای (۲۰۰۲)
- بقایای (۲۰۰۲)
- لوپه (۲۰۰۳)
- سرعت (۲۰۰۳)
- آنا لی (۲۰۰۴)
- روبی سه شنبه (۲۰۰۵)
- کرم شب تاب (۲۰۰۶)
- افسانه‌ها و افسانه‌ها (۲۰۰۶)
- KIT: یک گردهم‌آئی مورد نیاز است (۲۰۱۶)[۸]